# Stronie Śląskie

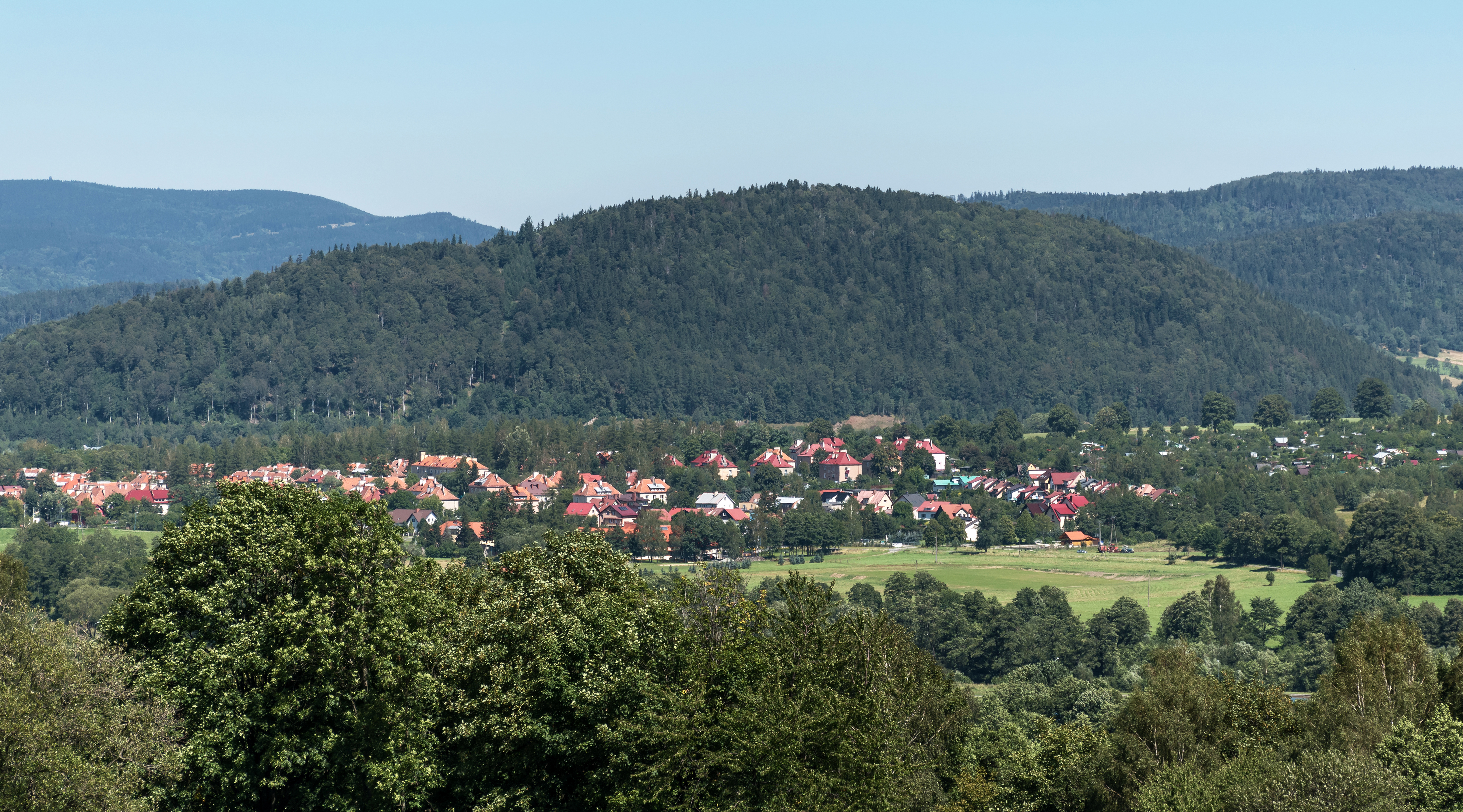
Gesamtansicht

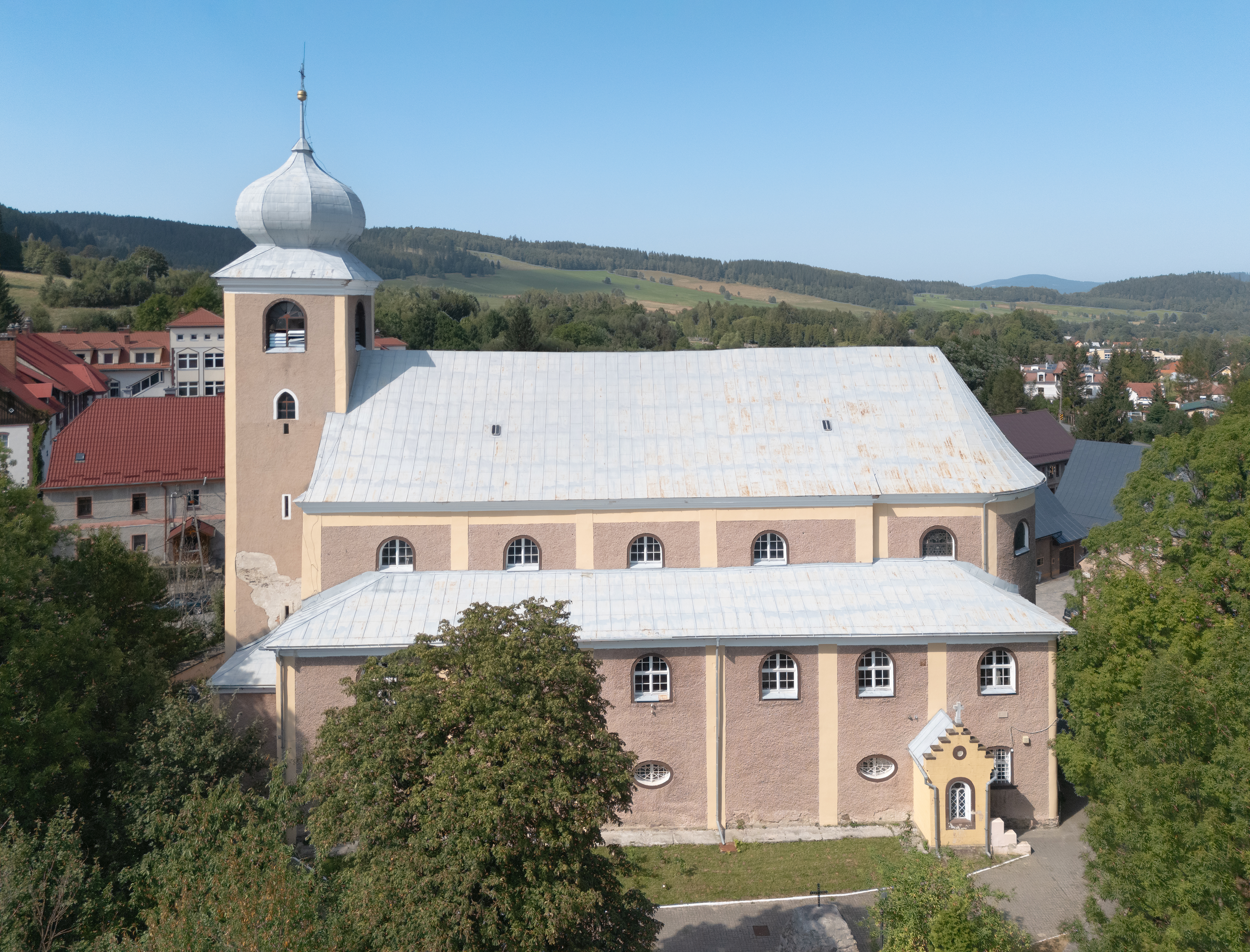
Pfarrkirche St. Maternus

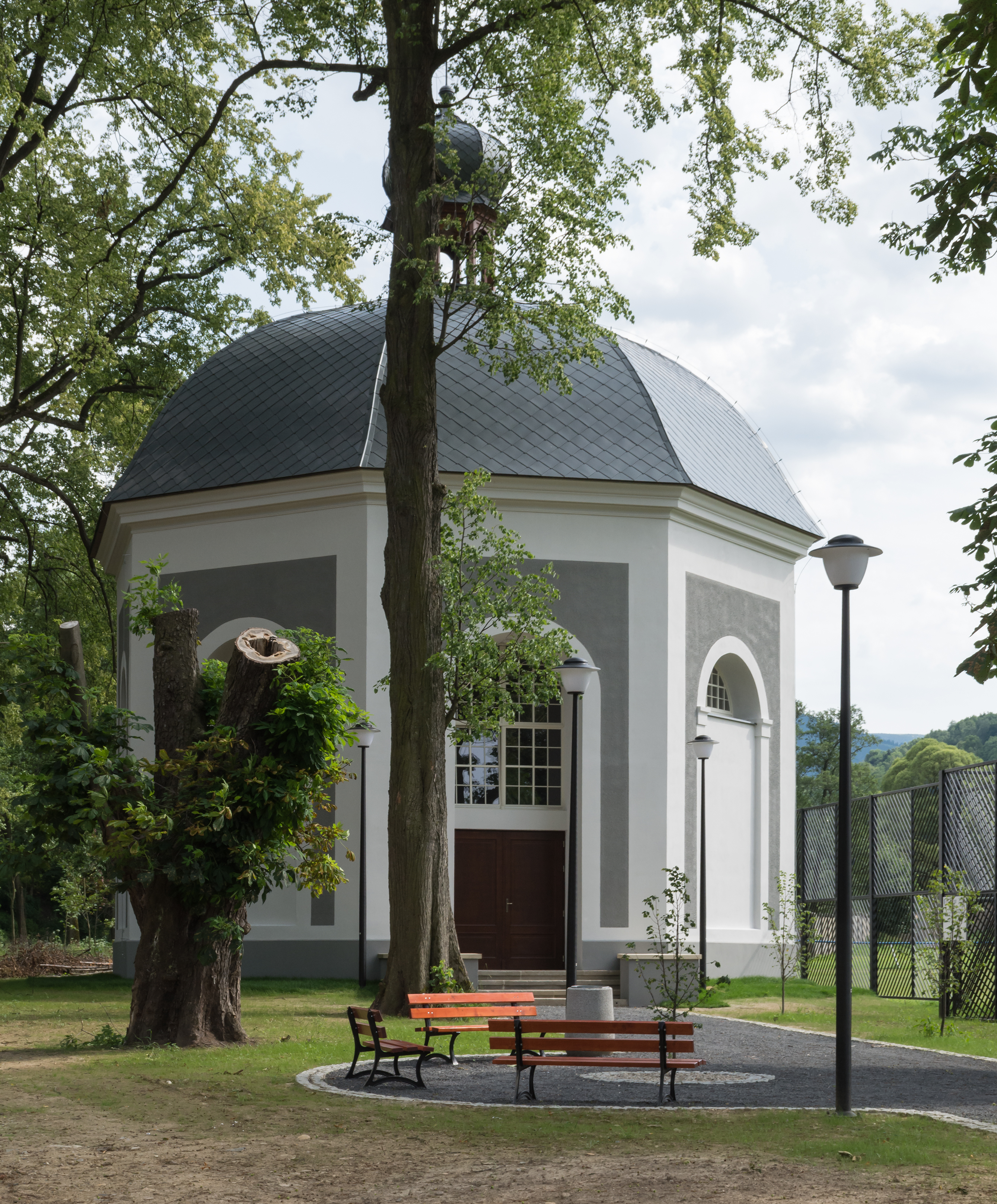
St.-Onuphrius-Kapelle

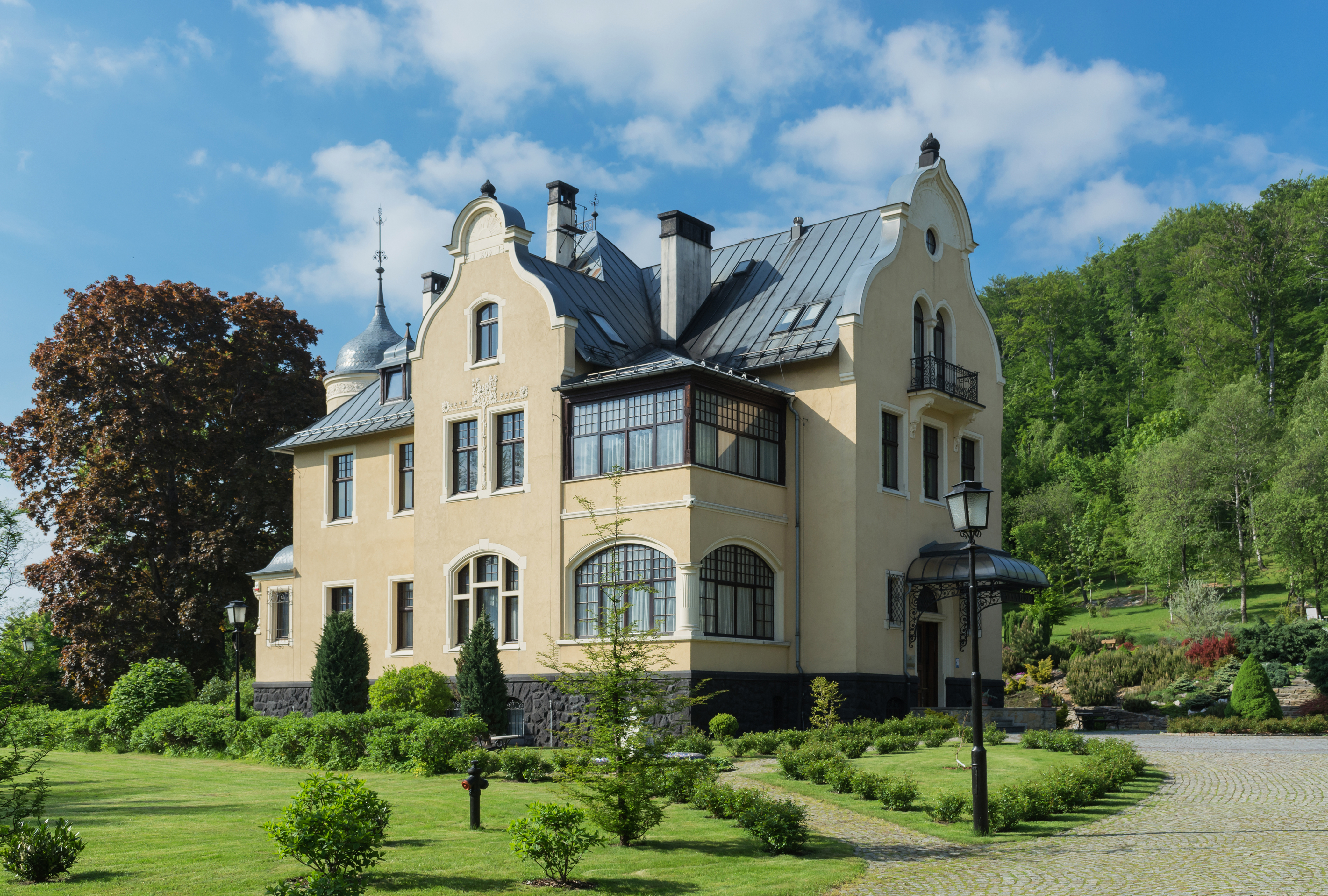
Ehemalige „Villa Elise“ der Familie Losky

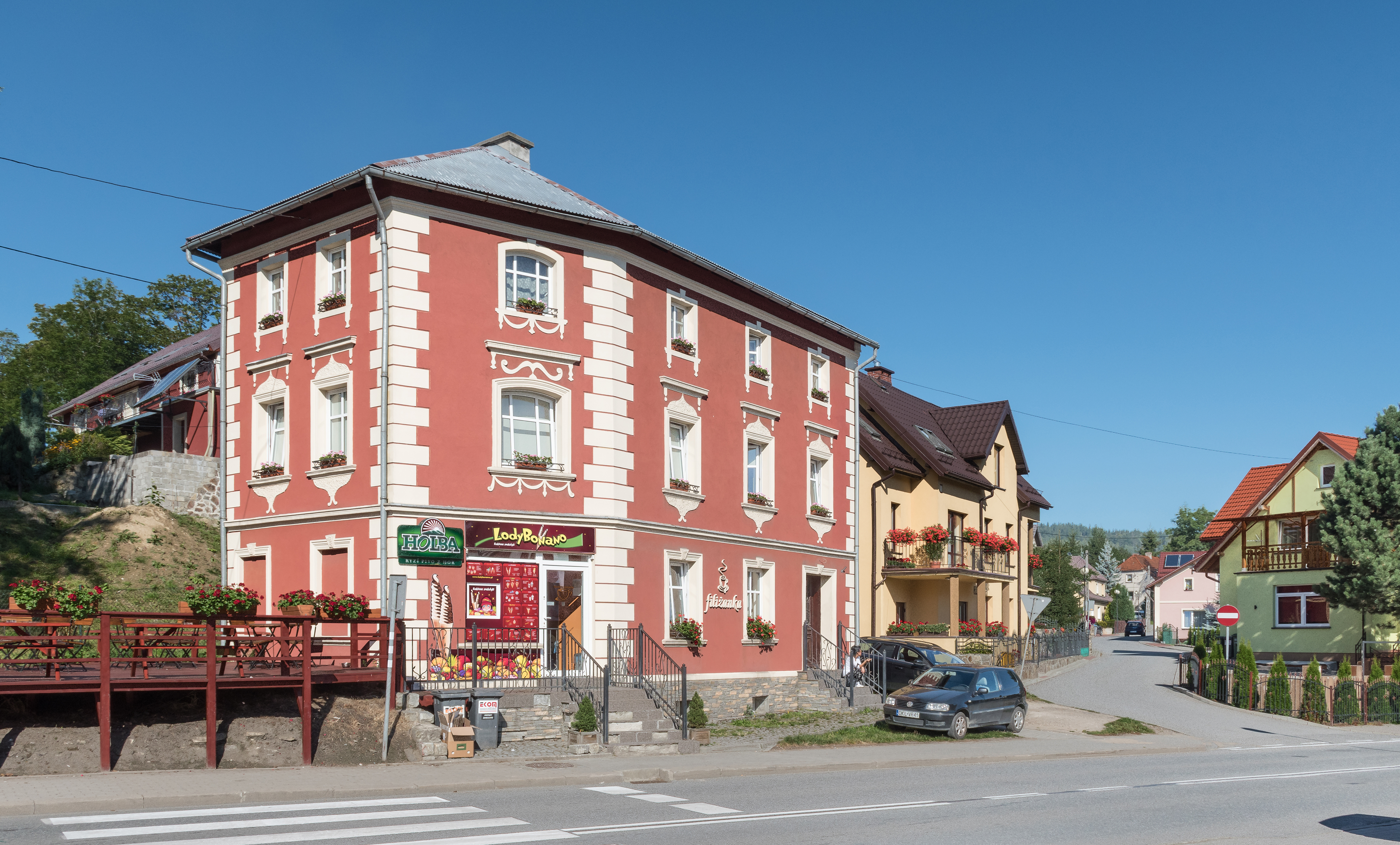
Zentrum an der ul. Kościuszki

Stronie Śląskie [ˈstrɔɲɛ ˈɕlõscɛ] (deutsch Seitenberg) ist eine Stadt in der Stadt- und Landgemeinde Stronie Śląskie 7451 Einwohnern (Stand 31. Dezember 2020) im Powiat Kłodzki der Woiwodschaft Niederschlesien in Polen. Sie liegt sieben Kilometer südlich von Lądek-Zdrój (Bad Landeck).

## Geographie
Stronie Śląskie liegt im Osten des Glatzer Kessels an der Biele (polnisch Biała Lądecka). Östlich verläuft das Bielengebirge und südlich das Glatzer Schneegebirge. Nachbarorte sind Strachocin (Schreckendorf) und Stójków (Olbersdorf) im Norden, Goszów (Gompersdorf) und Stary Gierałtów (Alt Gersdorf) im Osten, Młynowiec (Mühlbach) im Südosten, Bolesławów (Wilhelmsthal), Kletno (Klessengrund) und Stara Morawa (Altmohrau) im Süden, Sienna (Heudorf) und Janowa Góra (Johannesberg) im Südwesten, Rogóżka (Wolmsdorf) und Czatków (Tschihak) im Westen und Konradów (Konradswalde) und Kąty Bystrzyckie (Winkeldorf) im Nordosten. Südöstlich liegt der 1083 m hohe Schwarze Berg (polnisch Czernica).

## Geschichte
„Seydenberg“ wurde 1346 erstmals urkundlich erwähnt und für 1560 ist die Schreibweise „Seitendorf“ belegt. Es gehörte von Anfang an zur Herrschaft Karpenstein im böhmischen Glatzer Land, mit dem es die Geschichte seiner politischen und kirchlichen Zugehörigkeit von Anfang an teilte. Seit 1350 war es ein Zentrum des Eisenerzbergbaus. Am Ende des 15. Jahrhunderts bestand hier eine Eisenhütte; 1505 wurde die Bergordnung („Berggerichtsbarkeit“) verfasst. Im Dreißigjährigen Krieg erlosch der Bergbau. Zudem befand sich in Seitenberg ein Freirichtergut, das um 1743 parzelliert wurde.
Nach dem Ersten Schlesischen Krieg 1742 und endgültig mit dem Hubertusburger Frieden 1763 fiel Seitenberg zusammen mit der Grafschaft Glatz an Preußen. Nach der Neugliederung Preußens gehörte es ab 1815 zur Provinz Schlesien und war zunächst dem Landkreis Glatz und ab 1818 dem neu geschaffenen Landkreis Habelschwerdt eingegliedert, mit dem es bis 1945 verbunden blieb.
Seit Anfang des 18. Jahrhunderts gehörte die Glasfabrikation zum Haupterwerb der einheimischen Bevölkerung. Neben dem vorhandenen Quarzsand spielte dabei vor allem der Waldreichtum der umliegenden Gebirge eine ausschlaggebende Rolle. Im benachbarten Schreckendorf nahm im Jahre 1864 die Glasfabrik Oranienhütte Franz Losky ihren Betrieb auf, die Erzeugnisse von Weltruf herstellte und Anfang des 20. Jahrhunderts 700 Mitarbeiter beschäftigte. Außerdem befand sich in Seitenberg ein Marmorbruch, dessen Steine u. a. für die den Bau des Kamenzer Schlosses verwendet wurden. 1874 wurde der Amtsbezirk Seitendorf gebildet, dem die Landgemeinden Altmohrau, Heudorf, Johannesberg, Schreckendorf und Seitenberg sowie die Gutsbezirke Altmohrau, Schreckenberg und Seitenberg eingegliedert wurden. Zu einem wirtschaftlichen Aufschwung kam es 1897 mit der Inbetriebnahme der Bieletalbahn von Glatz über Bad Landeck nach Seitenberg.
Als Folge des Zweiten Weltkriegs fiel Seitenberg 1945 wie fast ganz Schlesien an Polen und wurde zunächst in Żybocin und 1946 Stronie Śląskie umbenannt. Die deutsche Bevölkerung wurde 1946 vertrieben. Die neu angesiedelten Bewohner waren teilweise Zwangsumgesiedelte aus Ostpolen, das an die Sowjetunion gefallen war. 
1960 wurde Stronie Śląskie stadtartige Siedlung. Durch den Bau vieler Häuser und Wohnblöcke ist es mit Goszów und Strachocin zusammengewachsen und bildet nunmehr ein Industriezentrum der Glasherstellung und Holzverarbeitung. Daneben entwickelte sich Stronie Śląskie, das 1967 zur Stadt erhoben wurde, zu einem Erholungsort. 1975–1998 gehörte es zur Woiwodschaft Wałbrzych (Waldenburg). Durch Oderhochwasser im Jahr 1977 und 1997 entstanden erhebliche Schäden. Ende des Jahres 2018 wurde die Produktion in der Huta Szkła Kryształowego „Violetta“ (vormals Oranienhütte Losky) eingestellt und die Firma liquidiert.
Durch den Bruch eines Staudamms in der gleichnamigen Gemeinde, oberhalb der Stadt, war die Stadt stark vom Hochwasser in Mitteleuropa  im September 2024 betroffen.

### Herrschaft Seitenberg
Zur Bestreitung der Kosten der Türkenkriege verkaufte Kaiser Leopold I. 1684 zahlreiche Kammerdörfer im Habelschwerdter und Landecker Distrikt dem Glatzer Landeshauptmann Michael Wenzel von Althann, dem bereits die Herrschaften Mittelwalde, Wölfelsdorf und Schönfeld gehörten.
Er bildete aus den im Landecker Distrikt gelegenen Kammerdörfern die Allodialherrschaft Seitenberg. Zu ihr gehörten die Ortschaften: Seitenberg, Wilhelmsthal, Johannesberg, Kamnitz, Klessengrund, Martinsberg (bis 1789), Mühlbach, Wolmsdorf (bis 1789), Winkeldorf (bis 1789), Heudorf, Altmohrau, Neumohrau, Gompersdorf, Altgersdorf, Neugersdorf, Weißwasser (bis 1789) und Bielendorf. 1740 fügte der kaiserliche Feldmarschall Georg Olivier von Wallis das Dorf Schreckendorf der Herrschaft Seitenberg hinzu, das er zuvor von der Böhmischen Kammer erworben hatte.

### Besitzer der Herrschaft Seitenberg
Nach dem Tod des Michael Wenzel von Althann 1686, erbte die Herrschaft Seitenberg dessen Witwe Anna Maria von Aspremont. Nach deren Tod 1723 fiel die Herrschaft an ihren jüngeren Sohn Michael Friedrich von Althann. Er war Bischof von Waitzen und verkaufte die Herrschaft Seitenberg 1733 dem Feldmarschall Georg Olivier von Wallis. Dessen Sohn Stephan Olivier von Wallis verkaufte die hinterlassenen Güter seines Vaters 1783 an Friedrich Wilhelm Graf von Schlabrendorf auf Hassitz und Stolz. Dieser veräußerte die Herrschaft Seitenberg 1789 dem königlichen Justizrat Franz Bernhard von Mutius auf Altwasser und Gellenau. Ab 1838 war die Herrschaft Seitenberg im Besitz der Marianne Prinzessin der Niederlande, die mit Prinz Albrecht von Preußen verheiratet war. Letzter Eigentümer war Friedrich Heinrich Prinz von Preußen. Der 207 km² große Fideikommiss des niederländischen Hauses Oranien-Nassau in der Grafschaft Glatz und in Niederschlesien umfasste die Herrschaften Kamenz, Schnallenstein und Seitenberg sowie das Rittergut Schönau. Mit 130 km² war Seitenberg die größte Herrschaft.

## Sehenswürdigkeiten
- Die auf einer Anhöhe liegende Pfarrkirche St. Maternus (Kościół p.w. św. Maternusa) wurde erstmals 1264 erwähnt und 1732 als Stiftung des Kardinals Michael Friedrich von Althann im Barockstil erbaut. Der Turm wurde 1811–1816 errichtet. Das Deckengemälde schuf der Landecker Maler Wilhelm Reinsch, die Heiligenfiguren, den Schutzengel, die Pietà und den Kreuzweg der Landecker Bildhauer Franz Thamm um 1880. Der Kristall-Kronleuchter war ein Geschenk der Glasmacher und Glasschleifer der Oranienhütte Losky.
- Das schlichte Schloss, das bis 1945 Sitz der Herrschaft Seitenberg war, liegt an einem kleinen Park.
- Die vormals evangelische Christuskirche von 1915, deren Baukosten aus dem Vermächtnis des Prinzen Albrecht von Preußen bezahlt wurden, dient heute als Friedhofskapelle.
- Die Pestsäule aus dem Jahre 1672 war eine Votivgabe des Seitenberger Freirichters Wolf.[7] Die feinen Flachreliefs sind reich dekoriert: Kreuztragung Christi, Kreuzigung, Dreifaltigkeit, Ecce Homo, Justitia, Immaculata und die hll. Maternus, Augustinus und Josef von Nazaret.
- Die achteckige St.-Onuphrius-Kapelle stiftete Graf Johann Olivier von Wallis.

## Persönlichkeiten
- Franz Losky (1811–1870), Glasmacher und Glasindustrieller.
- Carl Rotter (1895–1968), Glasschleifer.

## Stadt- und Landgemeinde
Zur Stadt- und Landgemeinde Stronie Śląskie  mit einer Fläche von 145 km² gehören die Stadt selbst und zehn Dörfer mit Schulzenämtern.

## Einwohnerentwicklung
| Jahr          | 1825 | 1905 | 1939 | 1961 | 1970 | 2002 |
| ------------- | ---- | ---- | ---- | ---- | ---- | ---- |
| Einwohnerzahl | 566  | 1098 | 973  | 5081 | 5450 | 6260 |

## Partnerschaften
- Staré Město pod Sněžníkem, Tschechien
- La Machine, Frankreich
- Chodzież, Polen
- Dippoldiswalde, Deutschland
- Szikszó, Ungarn